# Густавија
Густавија (фр. Gustavia) је главни град француске прекоморске територије Свети Бартоломеј у Карипском мору. У граду живи, према проценама, 2.300 становника. Густавија је основана 1785. године и име је добила по шведском краљу Густаву III. Клима града је тропска са уједначеним и високим температурама.

## Занимљивости
- Ежени Бланшар најстарија особа на свету (114 година) највећи део свог живота провела је у граду Густавија на Светом Бартоломеју.

## Галерија
- Поглед на луку
- Поглед на град